# Orthodiatelus innotabilis
Orthodiatelus innotabilis är en skalbaggsart som beskrevs av Notman 1920. Orthodiatelus innotabilis ingår i släktet Orthodiatelus och familjen kortvingar. Inga underarter finns listade i Catalogue of Life.